# Вітні (округ)

Округ Вітні на карті графства Оксфордшир

Оксфордшир на карті Англії

Вітні — окружний виборчий округ у графстві Оксфоршир, представлений у палаті громад парламенту Великої Британії. Від округу обирається один член парламенту за мажоритарною виборчою системою. Нині округ представляє колишній прем'єр-міністр Девід Камерон.